# Esti Kornél (együttes)
Az Esti Kornél egy magyar alternatív rockegyüttes, 2006-ban alakult Mezőtúron. Az együttes tagjai: Bodor Áron (ének, billentyű), Horváth Kristóf (gitár), Lázár Ágoston (dob, vokál), Lázár Domokos (gitár, ének), Pályi Ádám (basszusgitár) és Veres Imre (gitár). Jellegzetes felállásukban három szólógitár játszik együtt. 

## Története
Az Esti Kornélt 2006-ban alapították mezőtúri fiatalok. Gimnáziumi zenekarként szerveződött, az alapítók közül Lázár Domokos (gitár, ének), Pályi Ádám (basszusgitár) és Veres Imre (gitár) tag ma is. Lázár Domokos öccse, Lázár Ágoston (dob) 2007-ben csatlakozott. Alakulásuk óta folyamatosan koncerteznek.
2008 áprilisában elkészítették első klipjüket Panodráma című dalukhoz Vad Róbert rendezésében. Novemberben a Borsodi Zenei Fesztiválok tehetségkutatójának nyerteseként továbbjutottak az International Live Award bécsi középdöntőjébe.
2009-ben a Kiscsillag, a Heaven Street Seven és a Pál Utcai Fiúk zenekarokkal léptek fel. Első nagylemezük, az Egytől egyig 2009 novemberében jelent meg a Megadó Kiadó gondozásában, melyről a Ha ébren volnál című dalt a Petőfi Rádió is játszotta. Nem sokkal az album megjelenése után a Kispál és a Borz őszi turnéjának vendégeként szerepeltek, majd 2010-ben az Esti Kornél volt az előzenekar a Kispál és a Borz búcsúkoncertjén, a Sziget Fesztivál nagyszínpadán.
2010-ben megjelentették második klipjüket Ki van kint című számukhoz, ismét Vad Róbert rendezésében. Felléptek a Magyar Rádió 8-as stúdiójában, az MR2 – Petőfi Rádió Akusztik című műsorában. Eddigre számos fesztivál színpadán megfordultak, többek között a Sziget, VOLT, EFOTT, Fishing on Orfű, Hegyalja, SZIN, Pannónia Fesztiválokon.
2011-ben vették fel második nagylemezüket a Pannónia Stúdióban Boldogság, te kurva címmel, melyet a Collective Art adott ki. Az albumról a címadó dal és a Mit akarsz látni a legsikeresebb.
2012 őszén személyes okok miatt megváltak régi énekesüktől, Nagy Istvántól, a helyére Bodor Áron érkezett. Vele együtt Horváth Kristóf gitáros csatlakozott a zenekarhoz, aki addig külsős tag volt turnémenedzserként és hangtechnikusként. Bodort és Horváthot egy három számos klipsorozattal mutatták be: Megjöttem végre, Boldogság, te kurva, Nem változik semmi.
2013-as turnéjuk során együtt játszottak többek között a Vad Fruttikkal, az Óriással, a Carbovaris-szal és a Mary Popkids-zel. Augusztusban klipet forgattak Ne félj című dalukhoz, amely a Petőfi Rádión is hallható volt. Karácsonykor újabb, megrázó klippel jelentkeztek a Tátott szájjal címűhöz Rácz Péter és Vad Róbert rendezésében, és Veres Gyula képzőművész főszereplésével.
2014 áprilisában készült el szerzői kiadásban harmadik nagylemezük, a Ne félj. Megjelenéskor két napra ingyen letölthetővé tették. A dalírásban már a 2012-ben csatlakozott tagok is részt vettek, a címadó dal fő gitártémáját Horváth Kristóf, a Téren szövegét és zenei alapját pedig Bodor Áron szerezte. Utóbbihoz minimalista klipet adtak ki ugyanezen év elején, amelyben saját kézírásukkal járulnak hozzá az intim hangulat megteremtéséhez. Legnépszerűbb dalai a Ne félj és a Rohadt eső. 2015-ben léptek fel először a Sziget Fesztiválon.
2016-ban jelent meg negyedik nagylemezük Éjszaka van címen. A HVG a hazai alternatív zenei színtér egyik legkülönlegesebb szereplőjeként hivatkozott a zenekarra egy lemezmegjelenés után készült interjúban, a lemezt pedig a legérettebb, legjobban összerakott anyagnak nevezte, ami valaha kikerült a kezük közül. A címadó Éjszaka van és a Nem kár vált a legnépszerűbbé az albumról. Az Egyedül című dalhoz Sébastien Praznoczy forgatott egy snittből álló, filmes hangulatú klipet.
Fennállásuk 10. évfordulójának alkalmából 2016. november 18-án önálló koncertet adtak a budapesti Akvárium Klub NagyHall termében. A koncertet az első 10 évüket bemutató kisfilm vezette fel Lévai Balázs narrációjával. Színpadra léptek a zenekar korábbi tagjai, Nagy István és Nagy Katalin, illetve előadták Likó Marcellel a Rohadt eső és a Vad Fruttik – Tudom milyen összedolgozott változatát. Likó korábban meghívta Bodor Áront vendégénekesnek a Vad Fruttik Budapest Park-os koncertjére.
2017 márciusában legnépszerűbb dalaik akusztikus változatát adták elő a Müpa Fesztivál Színház termében olyan vendégművészekkel kiegészülve, mint a Soharóza kórus vagy Csernovszky Márk. A fellépésről az MTVA koncertfilmet forgatott.
2017. augusztus 3-án dupla főzenekaros felállásban léptek fel a Budapest Parkban az Elefánttal.
2018. februárban teltházas koncertet adtak az Akvárium Klub NagyHall termében.
2018. végén az Index.hu-n jelent meg ötödik nagylemezük Eltűnt idő címen. A dupla lemezbemutató idő előtt teltházas lett az A38 Hajón, így háromnapossá bővítették. "A zenei alapok többségét Lázár Ágoston, a zenekar dobosa hozta a lemezre, a hangszeres sávokat ezúttal együtt játszották fel, mert szerették volna, ahogy Veres Imre, a zenekar egyik gitárosa fogalmaz, „minél többet visszaadni abból a lendületből és kémiából, ami a koncerteken kigurul belőlünk, és egyébként is, ez egy baromi jó, felszabadult hangulatot adott az egésznek”". A lemez az időről szóló konceptalbum lett, miután a dalszövegeket jegyző Bodor Áronnál, Lázár Domokosnál és Veres Imrénél függetlenül is hangsúlyosan felbukkant az idő motívuma. A lemez legnépszerűbb dalai: Akik élnek, Lélegezz mélyen, Sűrű köd van, Lesz még folytatás.
2019. május 9-én főzenekar voltak a Budapest Parkban.
2019. december 3-án a Müpa Bartók Béla Nemzeti Hangversenytermében adtak tematikus koncertet Itt maradtam az éjszakában címmel, melyre két hónappal korábban elkelt minden jegy. Az előadást a 30Y frontembere, Beck Zoli rendezte és narrálta. A hangzást iamyank és egy nyolcfős kamarazenekar egészítette ki, Esti Kornél szerepében Ember Márk volt látható, a látványvilágot Bátori Gábor 'sinco' helyezte filmes alapokra. "Szerettünk volna túllépni azon, hogy csak a hangszerelés legyen különleges. Úgy éreztük, hogy sok ki nem mondott gondolat rejlik a dalaink világában, és tudnánk úgy tematizálni az estét, hogy a narráció szájba rágás nélkül egészítse ki a szövegeket. Szóval ehhez a koncepcióhoz kerestünk narrátort, olyat, aki ezeket jól meg tudná írni, és ekkor jutott eszünkbe Zoli. Végül nem narrátort kaptunk vele, hanem nagybetűs rendezőt, elképesztően lelkes volt, és elképesztő mennyiségű munkát fektetett bele. Azt is ő segített felismerni, hogy a zenekar szövegíróinak hasonló gondolkodása miatt a dalszövegek hőse akár állandó karakterként is értelmezhető, és bizonyos értelemben azonosítható Kosztolányi Esti Kornéljával is. Erről az Esti Kornélról fog szólni az este, hogy hogyan keresi a helyét a világban, mert bizonyos értelemben mi is mind Esti Kornélok vagyunk."

## Névválasztás
Az együttes nevét Kosztolányi Dezső fiktív alteregójától, Esti Kornéltól kölcsönözte. Nehezen született meg a név, végül Veres Imre gitáros javaslatára vették fel. „Akkoriban olvastam az Esti Kornél-novellákat, és nagyon megfogott az az egész miliő, különösen maga a karakter. Aztán amikor már egy jó ideje bajlódtunk a névválasztással, jött a szokásos »mi lenne, ha…« típusú szikra, és végül mindenki rábólintott.” – Veres Imre
„Borzasztó ötleteink voltak az alakuláskor, ami a nevet illeti. Teljes letargiában voltunk: hogyan lesz ebből zenekar, ha még normális nevet sem tudunk találni magunknak? Végül Veres Imre javasolta az Esti Kornélt, pont akkor tanultuk Kosztolányit. Aztán mindannyian el is olvastuk a könyvet, ha már egyszer ez a nevünk, ugye. És rájöttünk, azon túl, hogy nagyon jól hangzik ez a két szó egymás után, a csávó, Esti Kornél, a karakter, a jellem abszolút »ráhúzható« arra, amit mi csinálunk.” – Lázár Domokos

## Dalszerzés
Saját bevallásuk szerint demokráciában működik a dalszerzés, közösen alakítják véglegesre az ötleteket. A legtermékenyebb szerző Lázár Domokos, de többen írtak egész dalokat/szövegeket: Bodor Áron (Téren), Lázár Ágoston (Személyes közlemény), Veres Imre (pl. Gagarin, Elvis él).
„A Rohadt esőt egy versem ihlette, ami megtetszett Dodinak. A vers utolsó versszaka lett a refrén első fele, ami többek között érdektelenségről, folytonos elégedetlenkedésről szól. Ha soha nem esne az a rohadt eső, meghalnánk a francba. Dodi ezen még csavart egyet. Talán ez a dal a példája, hogy jól működünk így együtt, és inspiráljuk egymást.” – Bodor Áron
Személyes hangvételű szövegeik mellett társadalmi, közéleti témákra is reflektálnak.

### Hatások
Többek között a következő együttesek vannak hatással a zenéjükre: Arctic Monkeys, Balaton, Cseh Tamás, Editors, Európa Kiadó, Franz Ferdinand, Kispál és a Borz, Nine Inch Nails, Nirvana, Quimby, Radiohead, The Beatles, The Rolling Stones, Trabant, URH.

## Tagok

### Jelenlegi tagok
- Bodor Áron
- Horváth Kristóf
- Lázár Domokos
- Lázár Ágoston
- Pályi Ádám
- Veres Imre

### Menedzser
Koncz Balázs (zajzajzaj)

### Korábbi tagok
- Nagy István
- Nagy Katalin

## Diszkográfia

### Nagylemezek

#### Egytől egyig(2009)
| 1.  | Meddig tart          | 5:23 | szöveg: Lázár Domokos |
| 2.  | Panodráma            | 4:34 | szöveg: Lázár Domokos |
| 3.  | Senkit sem érdekel   | 3:30 | szöveg: Lázár Domokos |
| 4.  | Megrántom a zsinórt  | 3:18 | szöveg: Nagy István   |
| 5.  | Ki van kint          | 4:40 | szöveg: Lázár Domokos |
| 6.  | Van még egy percünk  | 4:05 | szöveg: Lázár Domokos |
| 7.  | Meztelen             | 6:34 | szöveg: Lázár Domokos |
| 8.  | Dolce Vita hintalova | 4:36 | szöveg: Lázár Domokos |
| 9.  | Gagarin              | 5:32 | szöveg: Veres Imre    |
| 10. | Eget verő            | 3:16 | szöveg: Lázár Domokos |
| 11. | Ha ébren volnál      | 4:38 | szöveg: Lázár Domokos |

#### Boldogság, te kurva(2011)
| 1.  | Most a jó           | 4:21 | szöveg: Lázár Domokos |
| 2.  | Mit akarsz látni    | 3:36 | szöveg: Lázár Domokos |
| 3.  | Ez itt az ország    | 3:35 | szöveg: Lázár Domokos |
| 4.  | Király vagyok       | 4:55 | szöveg: Nagy István   |
| 5.  | Új vagyok           | 3:51 | szöveg: Lázár Domokos |
| 6.  | Elvis él            | 4:11 | szöveg: Veres Imre    |
| 7.  | Akkor hagylak el    | 4:08 | szöveg: Lázár Domokos |
| 8.  | Személyes közlemény | 3:55 | szöveg: Lázár Ágoston |
| 9.  | Nem változik semmi  | 3:47 | szöveg: Lázár Domokos |
| 10. | Boldogság, te kurva | 4:31 | szöveg: Lázár Domokos |

#### Ne félj(2014)
| 1.  | Ti a rosszak, mi a jók | 2:48 | szöveg: Lázár Domokos             |
| 2.  | Rohadt eső             | 4:09 | szöveg: Lázár Domokos, Bodor Áron |
| 3.  | Ne félj                | 4:02 | szöveg: Lázár Domokos             |
| 4.  | Unom már               | 3:14 | szöveg: Lázár Domokos             |
| 5.  | Nem vagy már           | 3:32 | szöveg: Lázár Domokos             |
| 6.  | Kalkutta               | 3:40 | szöveg: Veres Imre                |
| 7.  | Tátott szájjal         | 4:30 | szöveg: Lázár Ágoston, Bodor Áron |
| 8.  | Téren                  | 3:29 | szöveg: Bodor Áron                |
| 9.  | Nincsen senki fent     | 3:45 | szöveg: Lázár Domokos             |
| 10. | Véget ér               | 4:40 | szöveg: Lázár Domokos             |

#### Éjszaka van(2016)[35][36]
| 1.  | Ez a város          | 03:00 | szöveg: Lázár Domokos, Bodor Áron, Lázár Ágoston |
| 2.  | Egyedül             | 02:51 | szöveg: Lázár Domokos                            |
| 3.  | Valami készül       | 03:51 | szöveg: Lázár Domokos                            |
| 4.  | Nevetve             | 03:36 | szöveg: Lázár Domokos, Bodor Áron                |
| 5.  | Éjszaka van         | 04:23 | szöveg: Lázár Domokos, Bodor Áron                |
| 6.  | Szerelem            | 02:49 | szöveg: Lázár Domokos                            |
| 7.  | Segítség            | 03:45 | szöveg: Lázár Domokos                            |
| 8.  | Veled együtt minden | 03:47 | szöveg: Lázár Domokos                            |
| 9.  | Nem kár             | 03:43 | szöveg: Lázár Domokos, Bodor Áron, Lázár Ágoston |
| 10. | Ki vagyok én?       | 03:07 | szöveg: Lázár Domokos                            |

### Eltűnt idő(2018)
| 1.  | A horizont szélén      | 03:38 | szöveg: Lázár Domokos             |
| 2.  | Sűrű köd van           | 05:02 | szöveg: Bodor Áron                |
| 3.  | Lesz még folytatás     | 03:41 | szöveg: Bodor Áron                |
| 4.  | Lélegezz mélyen        | 04:41 | szöveg: Bodor Áron, Lázár Domokos |
| 5.  | A legjobb akarok lenni | 03:19 | szöveg: Lázár Domokos             |
| 6.  | Vihar                  | 03:22 | szöveg: Lázár Domokos             |
| 7.  | Akik élnek             | 03:18 | szöveg: Bodor Áron, Lázár Domokos |
| 8.  | Összetörve             | 04:33 | szöveg: Lázár Domokos, Veres Imre |
| 9.  | Most kell abbahagyni   | 03:31 | szöveg: Bodor Áron                |
| 10. | Félhomály              | 04:47 | szöveg: Bodor Áron, Lázár Domokos |
| 11. | Leszek a vége          | 03:35 | szöveg: Lázár Domokos             |

### Demók
- Demó (2006)
- Panodráma (2007)

## Külső hivatkozások
- Az együttes hivatalos honlapja
- Az együttes YouTube-csatornája
- Az együttes Facebook-oldala